# Рехіно Ернандес
Рехіно Ернандес Мартін (ісп. Regino Hernández Martín) — іспанський сноубордист, спеціаліст зі сноубордкросу, олімпійський медаліст, призер чемпіонатів світу, переможець юнацького чемпіонату світу. 
Бронзову олімпійську медаль Ернандес виборов на Пхьончханській олімпіаді 2018 року в змаганнях зі сноубордкросу. 

## Зовнішні посилання
- Досьє на сайті FIS

## Виноски
1. ↑  Men's snowboard cross results